# Llanta

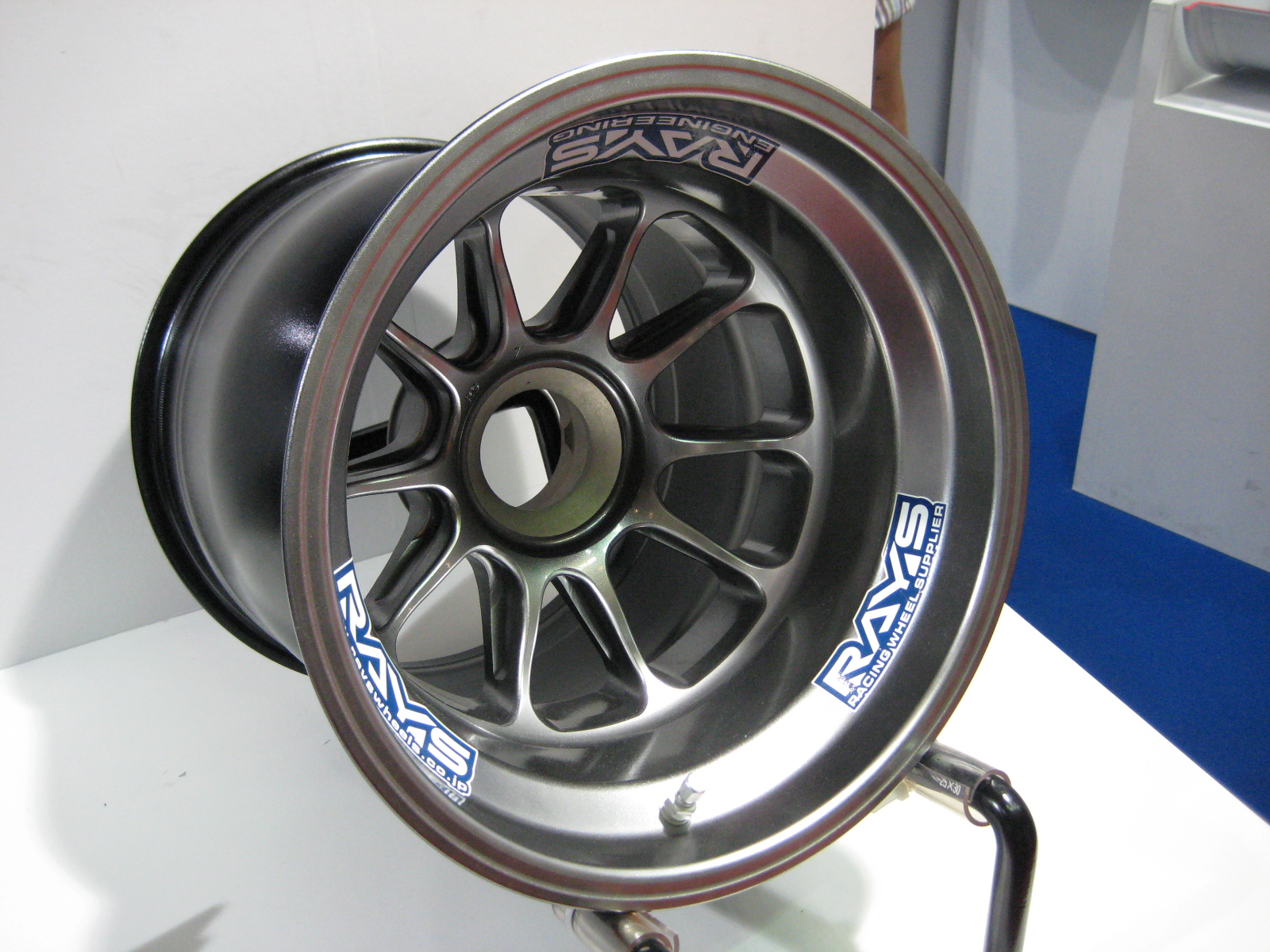
Rin trasero Rays de un Fórmula 1.

La llanta (del francés jante), rin (del inglés rim) o aro es la parte metálica sobre la cual se monta el neumático de caucho, particularmente en las ruedas de los automóviles, camiones, motocicletas, aviones y bicicletas. Su función es sostener el neumático para que conserve la forma al rodar.
En algunos países de América Latina, este nombre puede designar el exterior de caucho (neumático) o toda la rueda completa.

## Breve historia

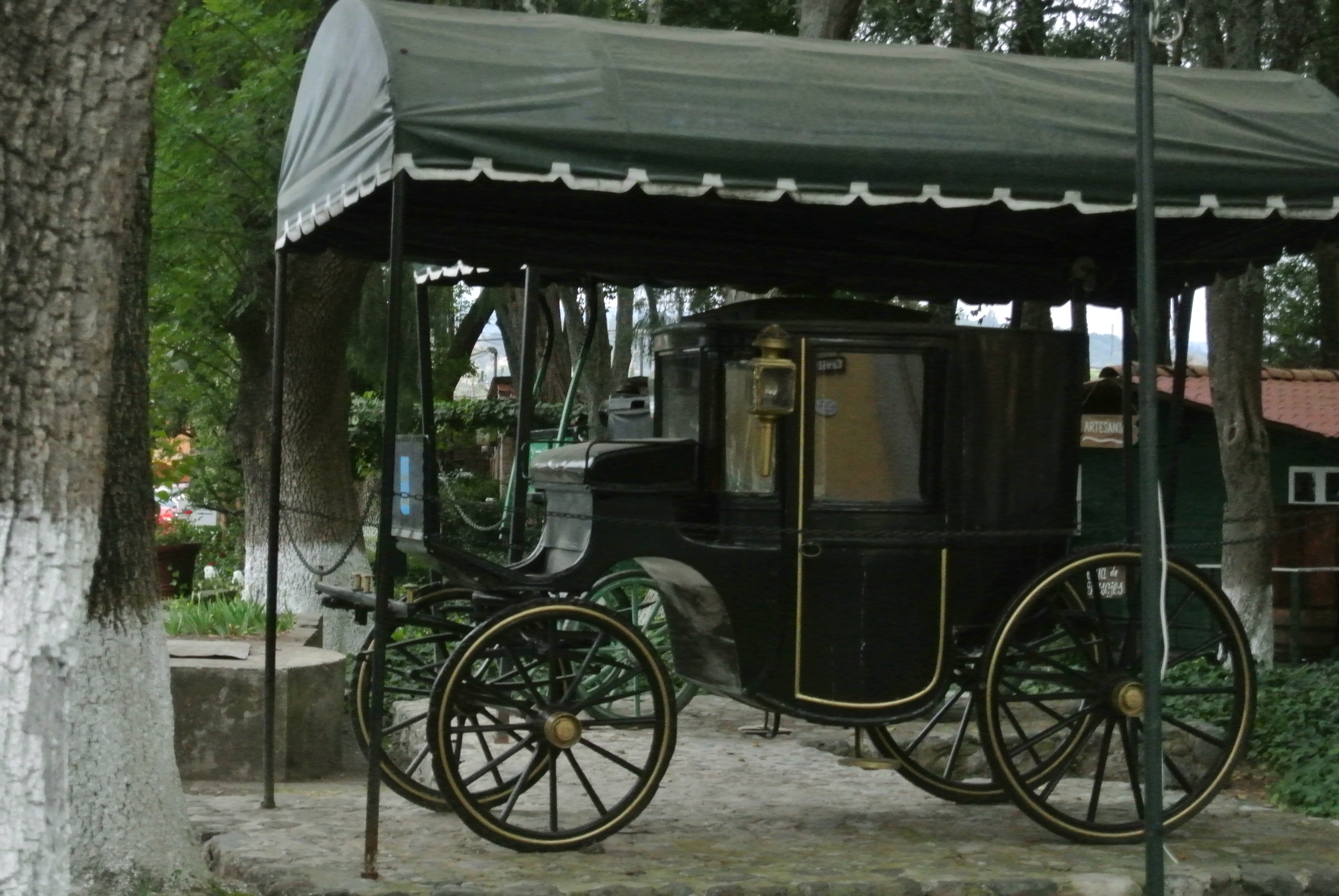
Carruaje de finales del o principios del en San Miguel Regla, México, con llantas de caucho sólido o goma no neumáticas.

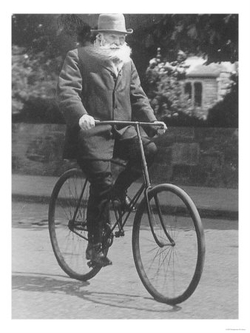
John Boyd Dunlop sobre una bicicleta equipada con neumáticos.

Las primeras llantas fueron una continuación de las ruedas de los antiguos carruajes. De las primeras ruedas que se recubrieron con caucho vulcanizado en 1880, aproximadamente y, hacia 1910, se comenzó a colocar un talón metálico entre la rueda y el neumático, ya que para entonces ya se había instalado el tubo de aire como parte de la rueda, para reforzar la rigidez total de la estructura.
Antaño, el procedimiento para enllantar consistía en calentar el aro al rojo vivo a unos 800 °C (1472 °F) sobre un fuego de virutas y leña para que se dilatase, después se enfriaba con agua para que, al contraerse, apretara fuerte las pinas y comprimiera los radios contra el cubo. Posteriormente, el proceso se mecanizó con en el enllantado en frío, varios pistones movidos por presión hidráulica comprimían el rin por diferentes puntos de su contorno contra el de la rueda, ajustándola así. Este procedimiento en su época se usaba para ruedas de los carros o carruajes civiles como militares, que servían tanto para una mayor duración de la rueda, como para cuidar el camino "no asfaltados".
- Civiles: Aros metálicos con que se guarnecía las pinas de toda clase de vehículos. Las ruedas de los carruajes destinados a recorrer las vías urbanas o caminos ordinarios eran lisas y, en el sentido de su latitud, casi llanas o ligeramente convexas. Se aseguraban a las coronas de las pinas por medio de clavos o tornillos, cuyas cabezas quedaban embutidas en las ruedas. Cuanto más anchas eran las ruedas, mejor repartían la carga sobre el suelo, estropeando menos el empedrado o firme del camino o calle.[10]

- Militares: En estos, los aros no eran continuos, sino que estaban formados por varios fragmentos de la misma curvatura que las ruedas. Se colocaban cubriendo las uniones de las pinas, que iban sujetados a ellas mediante pernos. En los carros de artillería, las ruedas de material Schneider eran de acero semiduro, templado y sin soldaduras. Su sección transversal es un arco de círculo, para que con menos espesor resistieran sin deformarse los choques del carreteo.

En 1839 la empresa Goodyear descubrió el método de vulcanizar el caucho.[cita requerida]
Posteriormente en 1887, el veterinario escocés John Boyd Dunlop, inventó lo que hasta la fecha se conoce como neumático, cuya idea fue diseñar una cámara de aire, la cual es envuelta con una capa de algodón y que pegó a un aro de madera y así se creó el primer neumático, que en un principio era muy rudimentario, pero funcional. No fue sino hasta 1888 cuando J. B. Dunlop registró la patente de su modelo de llanta.[cita requerida]
A finales del siglo XIX, los hermanos André y Édouard Michelin inventaron el primer neumático desmontable, lo que revolucionó por completo la industria de las llantas y la industria automotriz.[cita requerida]

## Códigos

Códigos para rines.

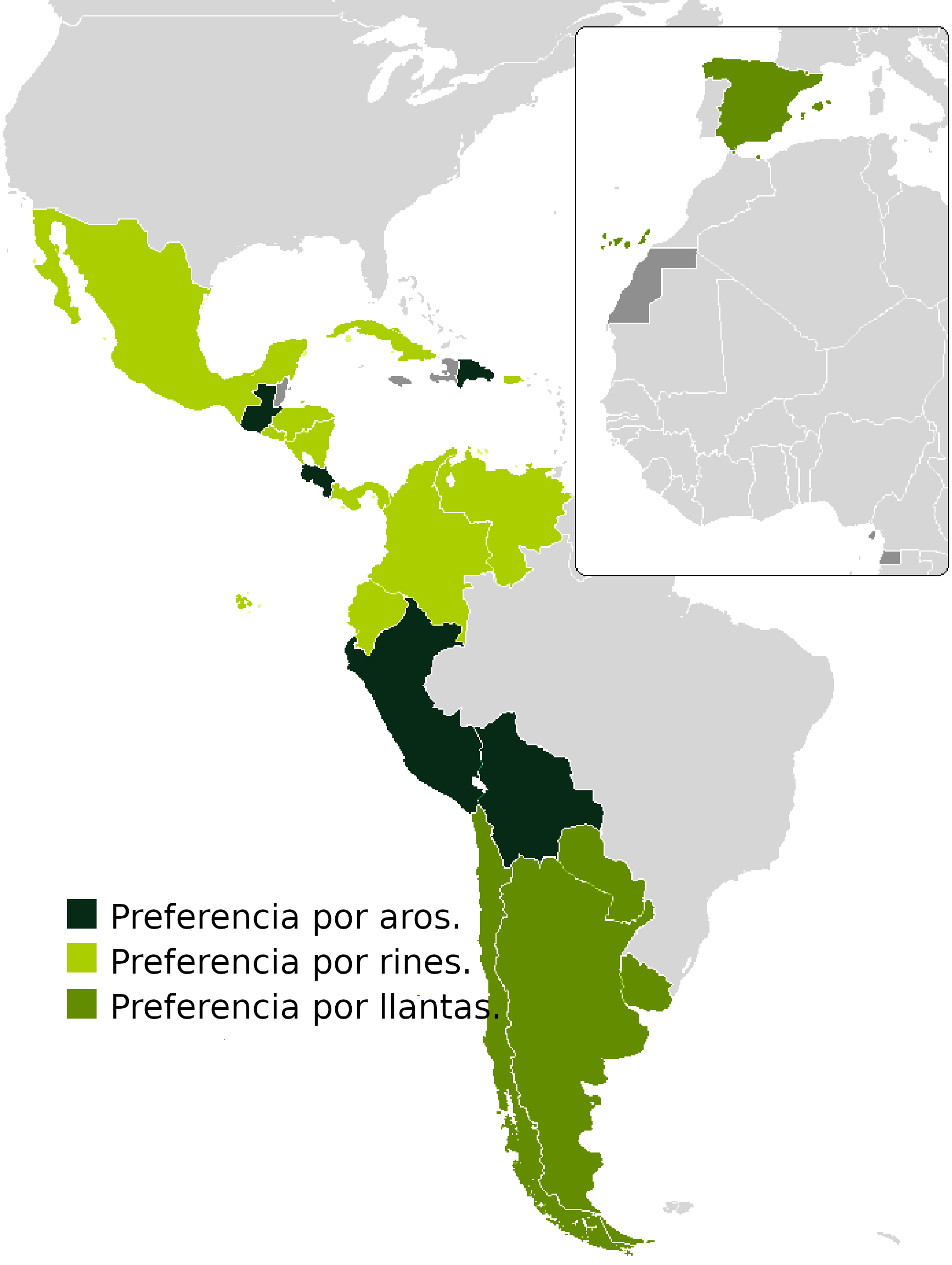
Denominación por país.

Las llantas de los coches están estandarizados en DIN 7817 y los de vehículos comerciales en DIN 7820.
Ejemplo 1: LEMERS MADE IN USA 06 99 DOT 7 1/2 J 17 H2 5 ET36:
- "LEMERS" es el fabricante;
- "MADE IN USA" es el país de fabricación);
- "06" puede ser semana o mes de fabricación: en este último casi "06" = junio;
- "99" es año de fabricación ([19]99);
- "7,5 pulgadas (19,1 cm) es el ancho o, mejor dicho, la distancia entre los ganchos de anclaje del neumático en el rin, según la Directiva CE 92/23 del Consejo de las Comunidades Europeas;
- "J" es el tipo de perfil de brida o la forma de la pared que sostiene el aro del rin, según la sección "Perfiles de bridas";
- "17 pulgadas (43,2 cm)" diámetro del aro;
- "H2" identifica el tipo de perfil de sección; en este caso "Doble Hump", donde un "hump" es como joroba(s) que los fabricantes instalan en el aro para aumentar la rigidez estructural necesaria;[11]
- ET 36 es la distancia expresada en milímetros de la superficie de montaje respecto al plano de simetría del rin.

Ejemplo 2: 7½J× 16 H2 ET15, LK 5×110 MZ57
- "7,5 pulgadas (19,1 cm)" código de ancho de boca o del rin, corresponde al ancho de la boca en pulgadas, desde el interior de la pestaña hasta la pestaña del rin;
- "J" es el tipo de perfil de brida o bocina del rin. En el ejemplo: Forma J, corresponde a una altitud de 17,3 mm (0,7 pulgadas). Otros diseños: H, P, K, JK, etc.
- "×" refiere a relación entre el número anterior y el siguiente. Se pronuncia de manera equivocada como una "X", ya que se lee "barra";
- "16 pulgadas (40,6 cm)" diámetro del aro;
- "H2" identifica el tipo de perfil de sección;
- "ET 15" = desplazamiento positivo (+) del montaje respecto al plano de simetría del rin = 15 mm (0,6 pulgadas), donde el desplazamiento negativo se precede con un signo menos, i.e. ET -15. Se expresa en milímetros;
- "LK" diámetro de los agujeros (en alemán "Lochkreis") de la rueda;
- 5 × = número de agujeros para pernos;
- 110 = diámetro del círculo de paso en mm, que pasa por la mitad de los orificios de montaje;
- MZ = agujero del centro o centrado del orificio central (MZ), aquí como ejemplo 57 mm (2,2 pulgadas) de diámetro.

| País                                                                                               | Población total  |
| -------------------------------------------------------------------------------------------------- | ---------------- |
| Argentina                                                                                          | 46 044 703 hab.  |
| Chile                                                                                              | 20 086 384 hab.  |
| España                                                                                             | 49 077 984 hab.  |
| Paraguay                                                                                           | 6 372 623 hab.   |
| Uruguay                                                                                            | 3 499 451 hab.   |
| Subtotal llanta                                                                                    | 125 081 145 hab. |
| Colombia                                                                                           | 52 996 664 hab.  |
| Cuba                                                                                               | 9 748 532 hab.   |
| Ecuador                                                                                            | 18 220 020 hab.  |
| El Salvador                                                                                        | 6 029 976 hab.   |
| Honduras                                                                                           | 9 876 514 hab.   |
| México                                                                                             | 132 274 337 hab. |
| Nicaragua                                                                                          | 6 803 886 hab.   |
| Panamá                                                                                             | 4 509 517 hab.   |
| Puerto Rico                                                                                        | 3 203 295 hab.   |
| Venezuela                                                                                          | 26 458 853 hab.  |
| Subtotal rin                                                                                       | 270 121 594 hab. |
| Bolivia                                                                                            | 11 312 620 hab.  |
| Costa Rica                                                                                         | 5 327 387 hab.   |
| Guatemala                                                                                          | 18 564 046 hab.  |
| Perú                                                                                               | 34 352 720 hab.  |
| República Dominicana                                                                               | 10 817 113 hab.  |
| Subtotal aro                                                                                       | 80 373 886 hab.  |
| Fuente: Según las estimaciones de los artículos en Wikipedia de cada país, al 24 de marzo de 2025. |                  |

De acuerdo con la tabla anteriormente expuesta, en la mayoría de los países se prefiere la palabra "rin" por sobre la original "llanta". También se ha aclarado que en algunos países la "llanta" se refiere al neumático.

### Perfiles de bridas

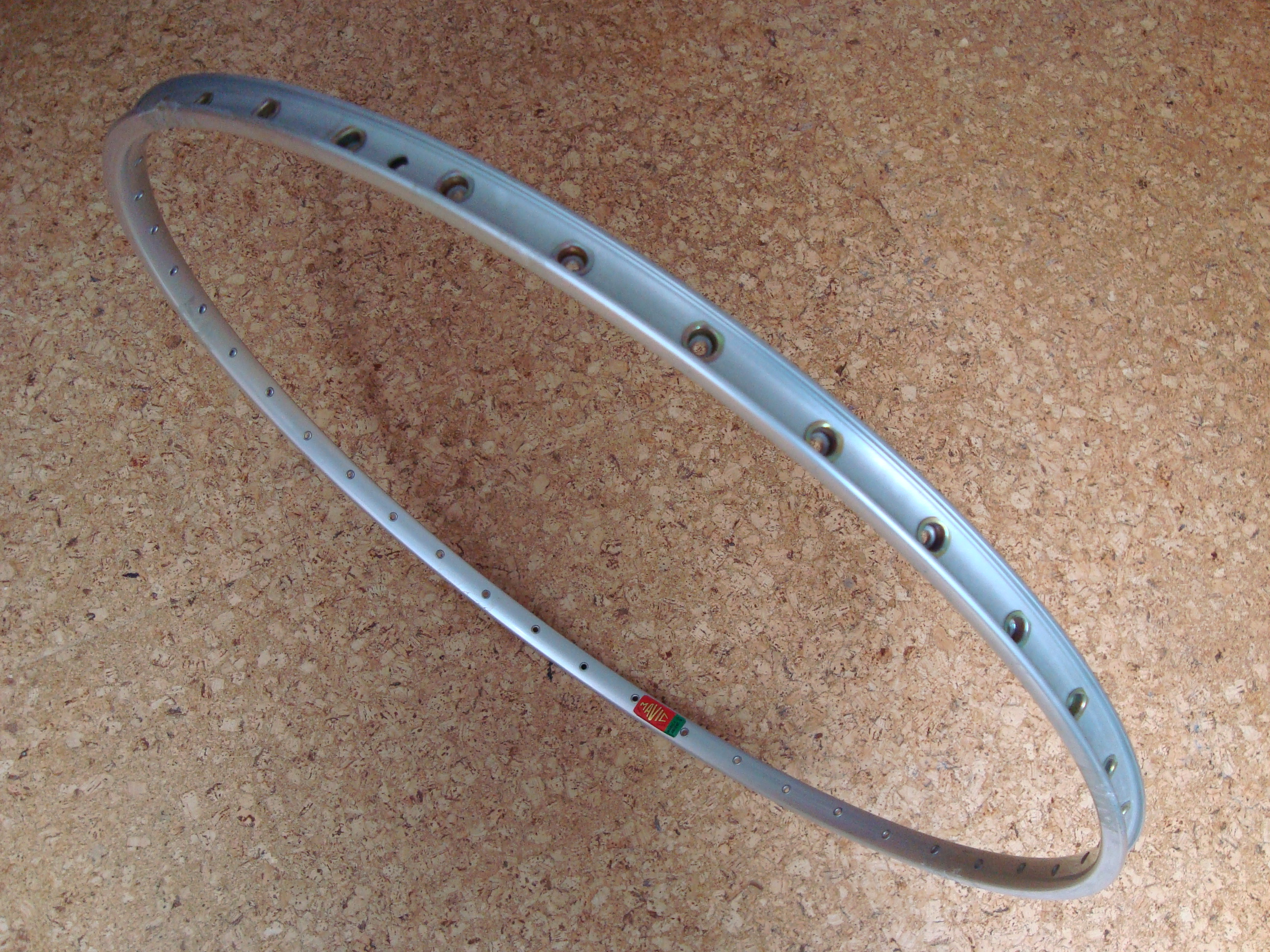
Rin de bicicleta.

- A -	Bicicletas, ciclomotores, motocicletas, Scooters, furgones, camiones, montacargas;
- B -	Antiguas llantas de hasta 6 pulgadas (15,2 cm) de ancho, a veces encontradas en el Volkswagen Escarabajo;
- D -	Bicicletas, ciclomotores, motocicletas, scooters, furgones, camiones, montacargas;
- E -	Camiones, furgones, tractores agrícolas con llantas "semi-drop" en las ruedas delanteras;
- F -	Furgones, camiones, montacargas con llantas "semi-drop";
- G, H -	Furgones, camiones con rines "semi-drop";
- J -	Coches tipo turismo;
- JJ -	Todoterrenos 4x4;
- P, K -	En los coches más antiguos, como el Volkswagen Tipo 1, Jaguar Cars, etc.
- S -	Vehículos con llantas "flatbase";
- T, V -	Vehículos con llantas "flatbase";
- W	- Tractores agrícolas, principalmente en el eje trasero.[cita requerida]

### Perfiles de sección
- Semi-drop
- Flatbase
- Divided
- Drop-centre
- "15° drop centre"[cita requerida]

## Galería

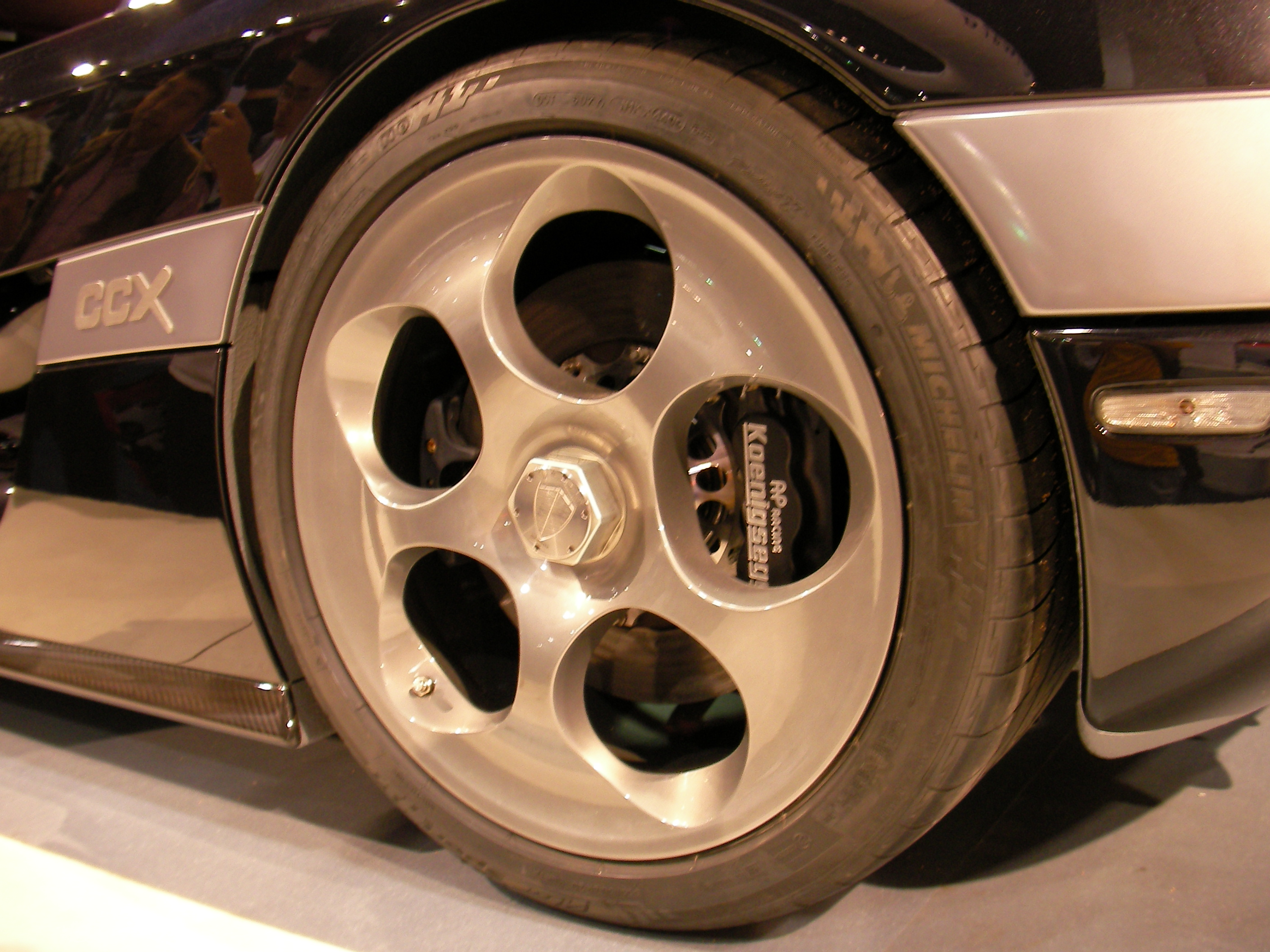
Rin de aluminio de un Koenigsegg CCX.
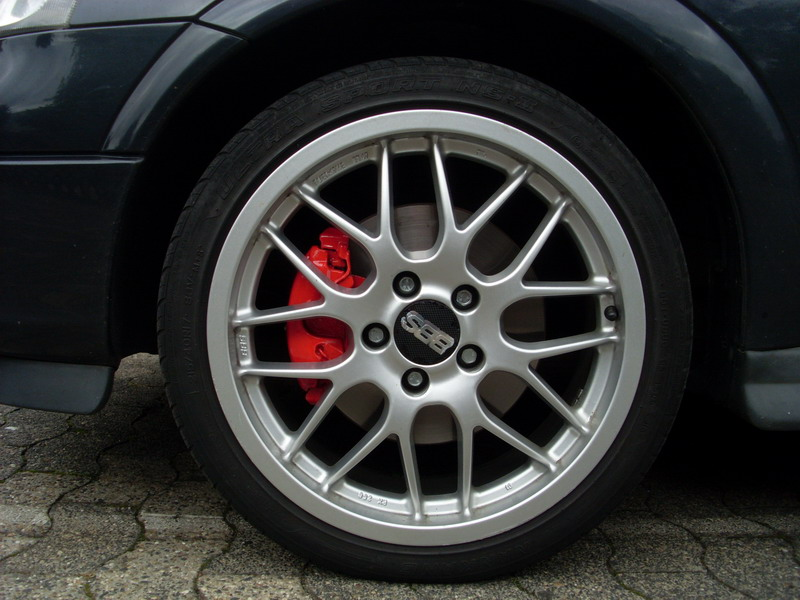
BBS de 17 pulgadas (43,2 cm).
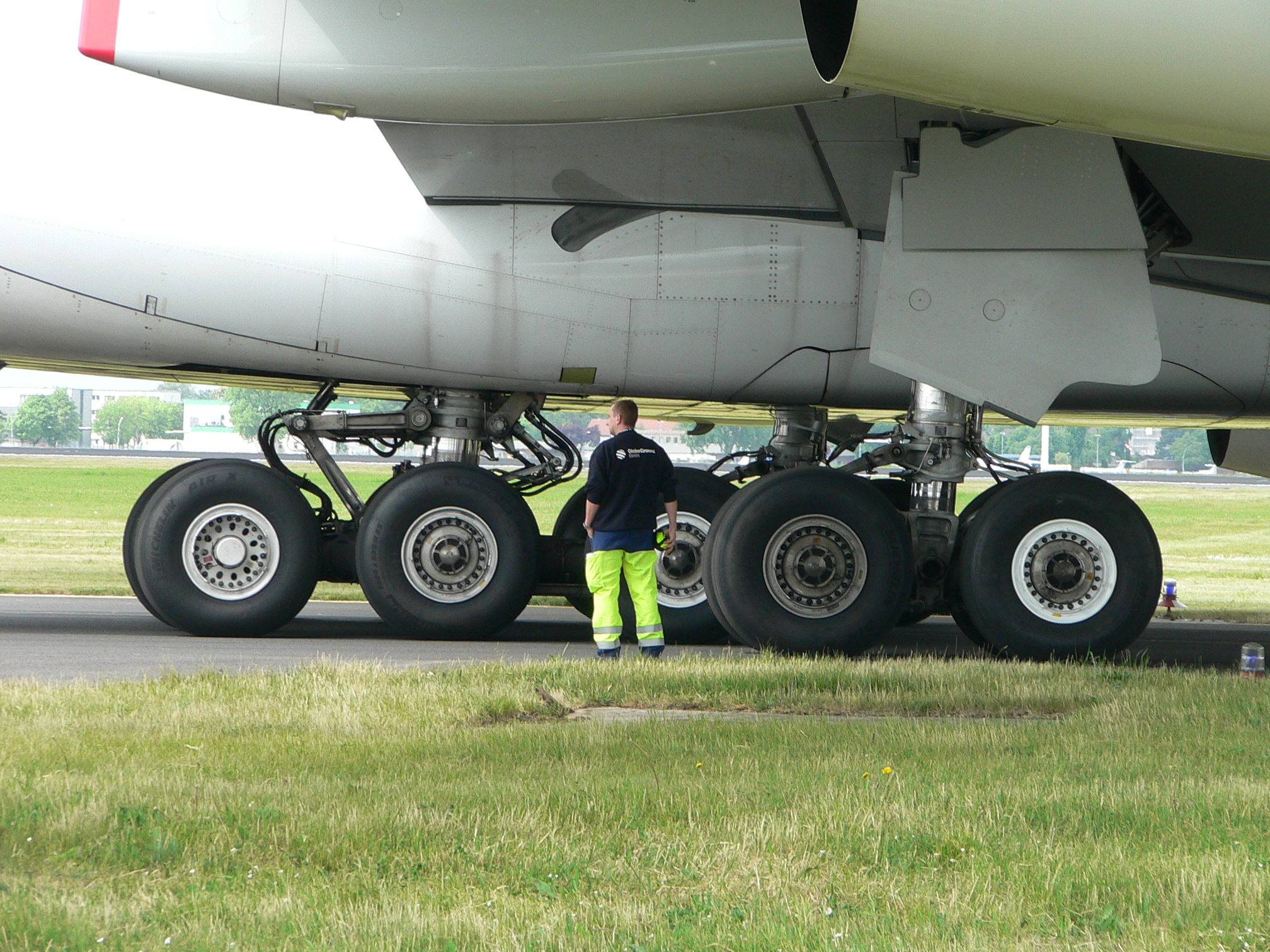
En el tren de aterrizaje de un Airbus A380.
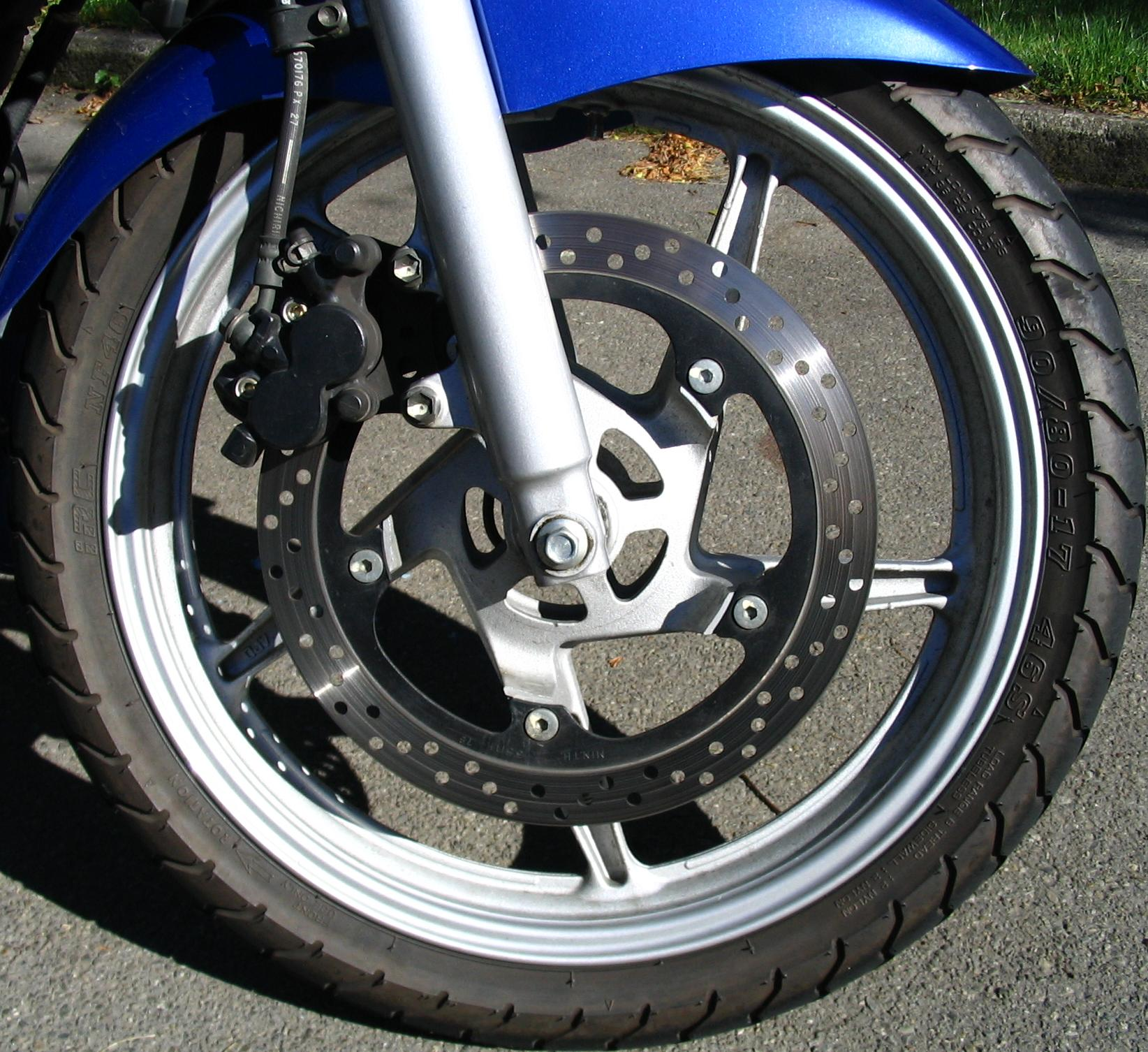
Con el freno de disco en una motocicleta.
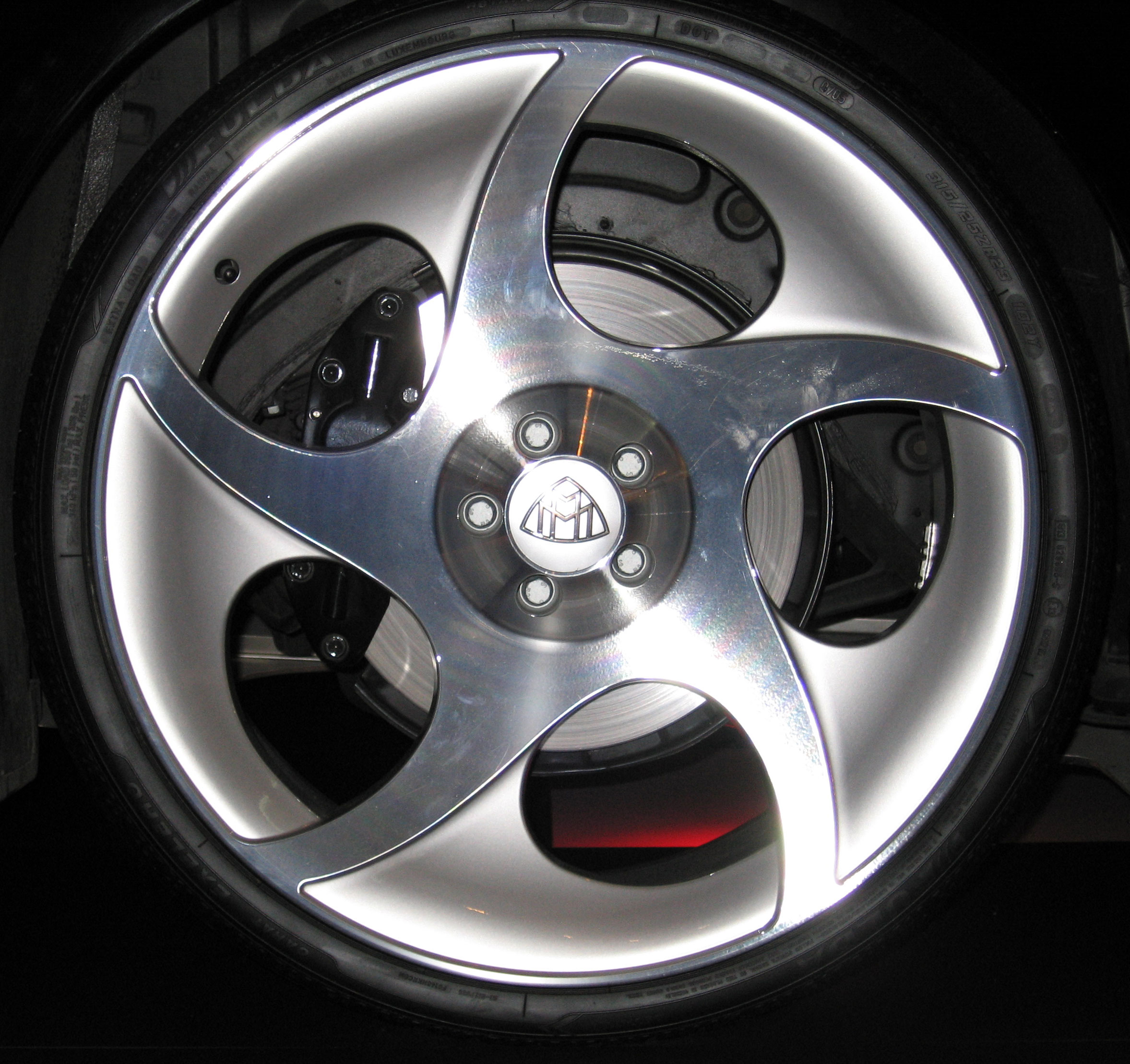
En un Maybach Exelero.
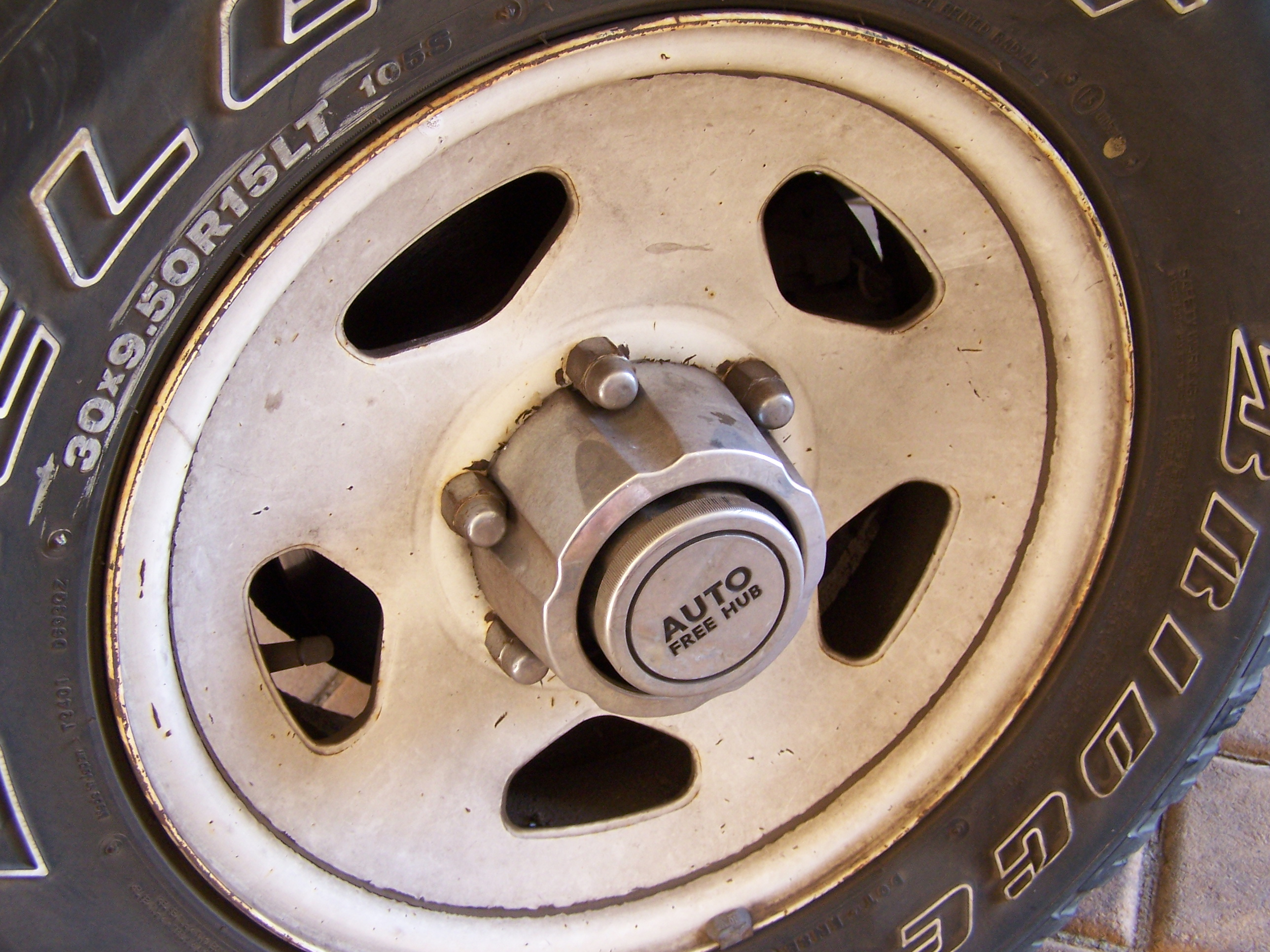
De acero para un todoterreno.
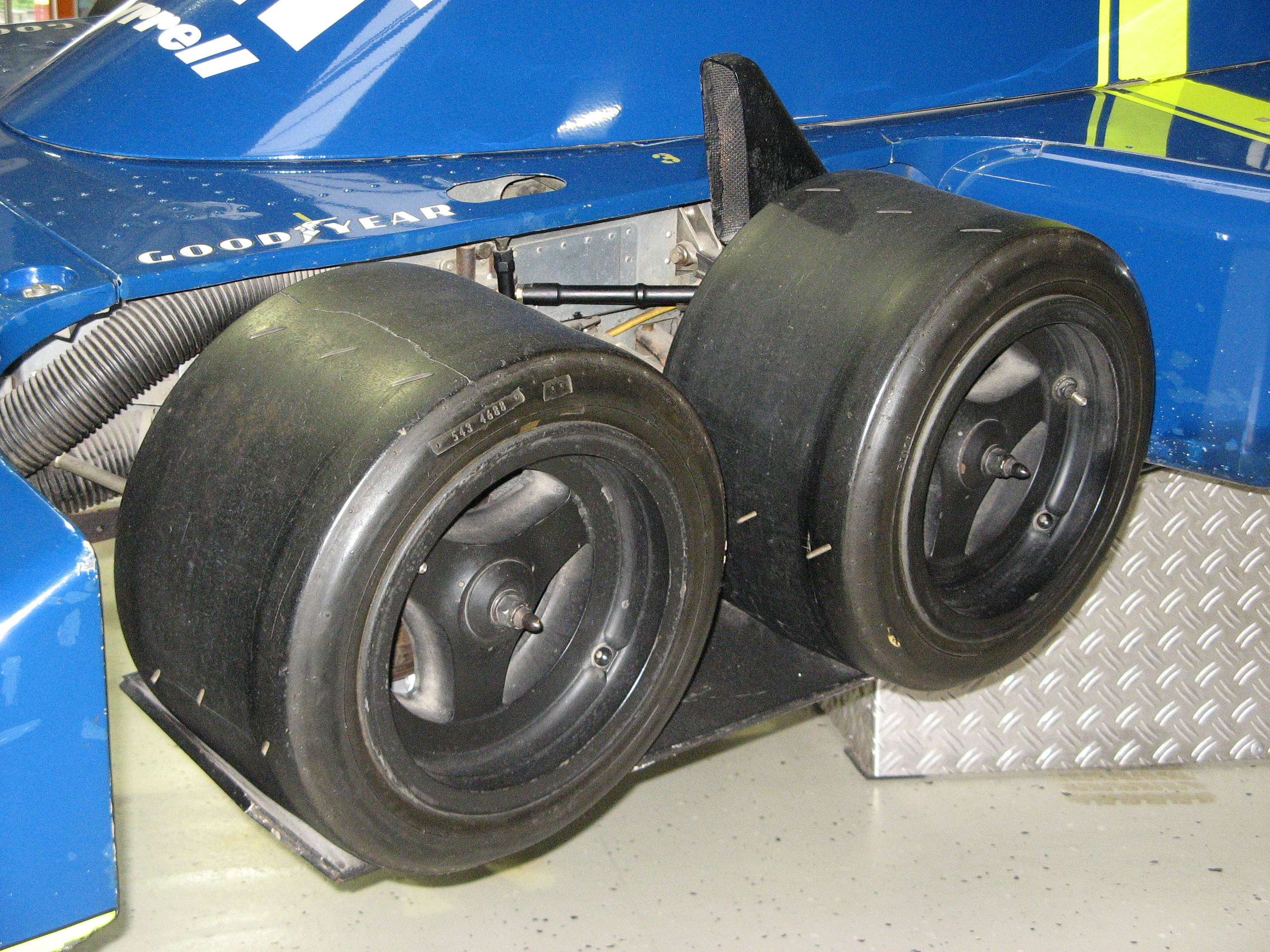
De competición de un Tyrrell P34.
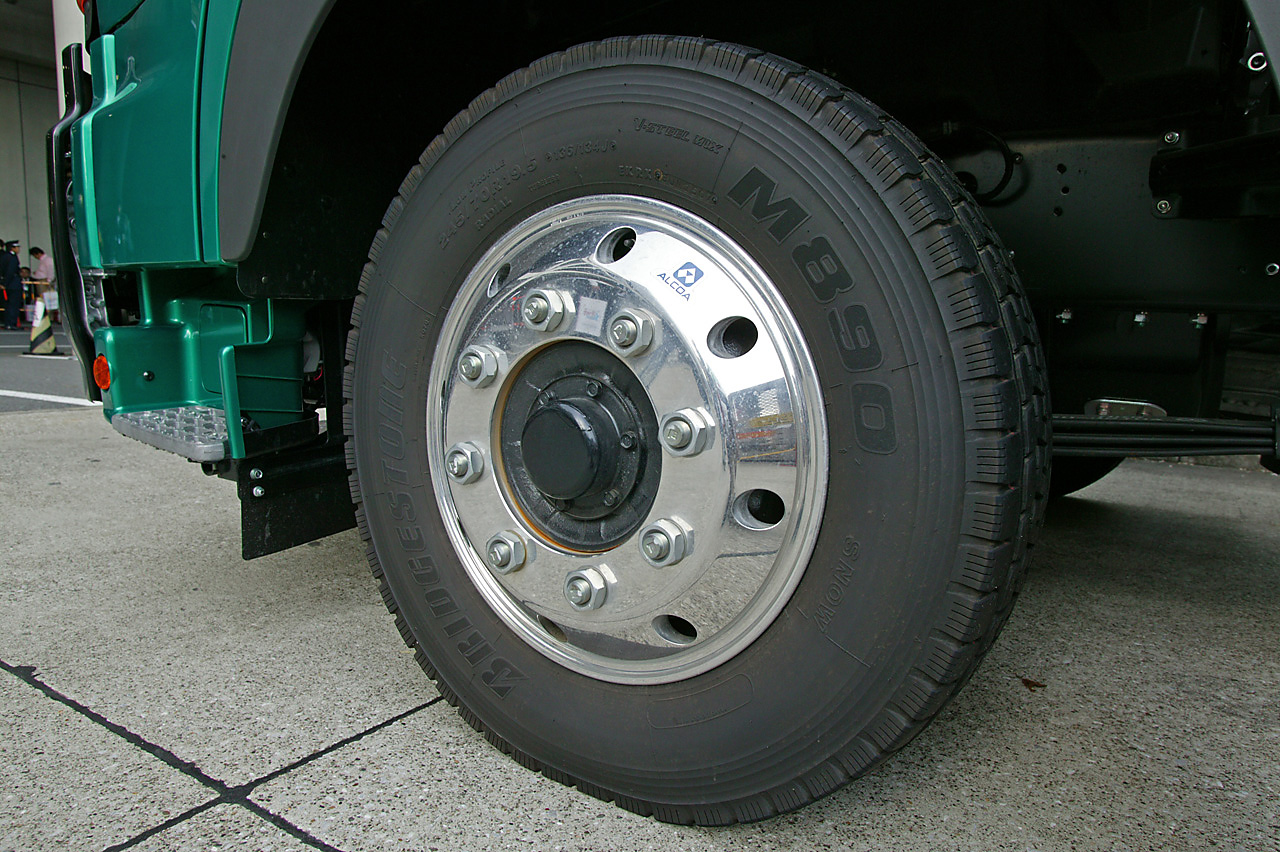
De aleación ligera Alcoa para camión.
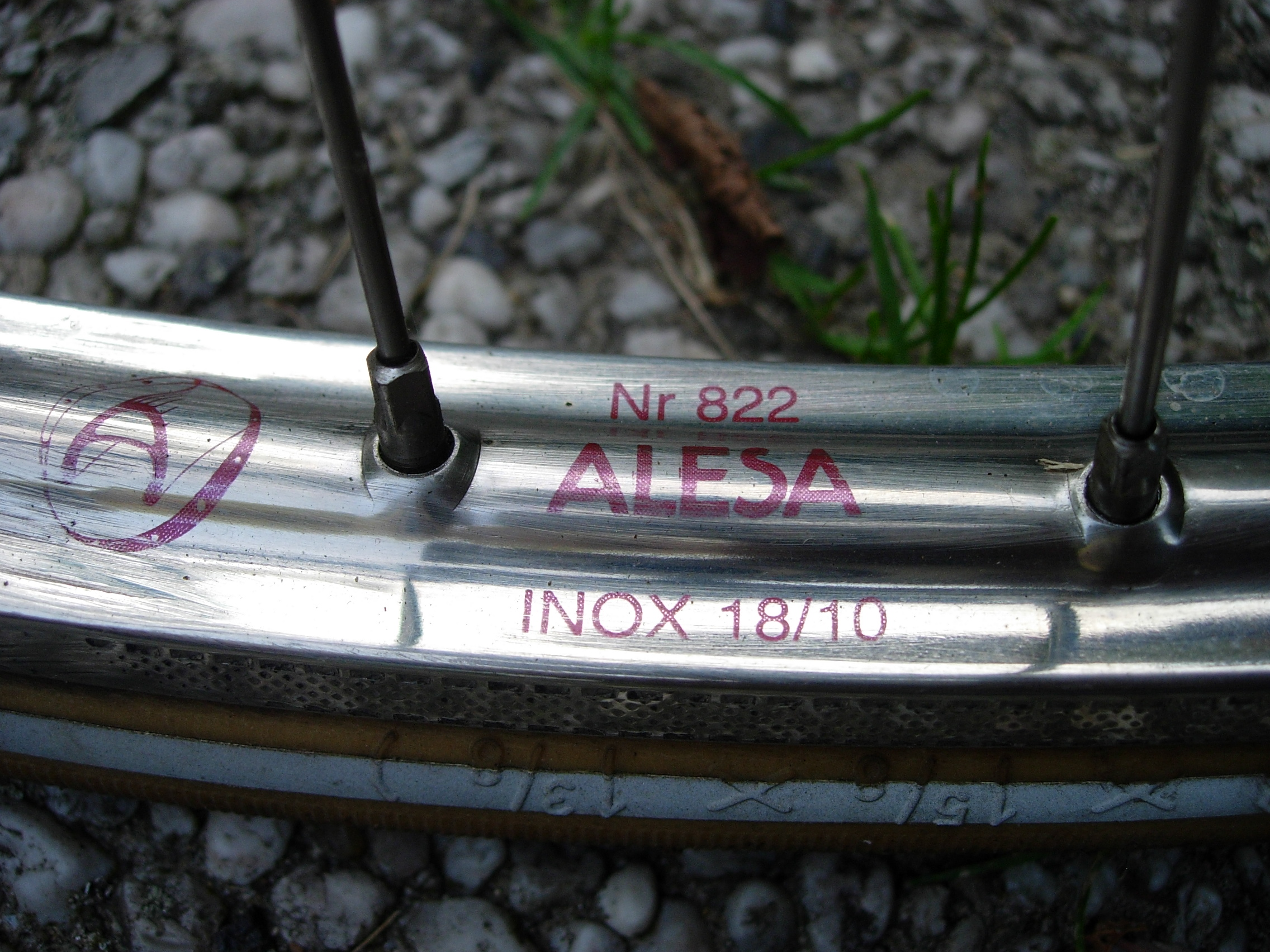
De bicicleta tipo Westwood.
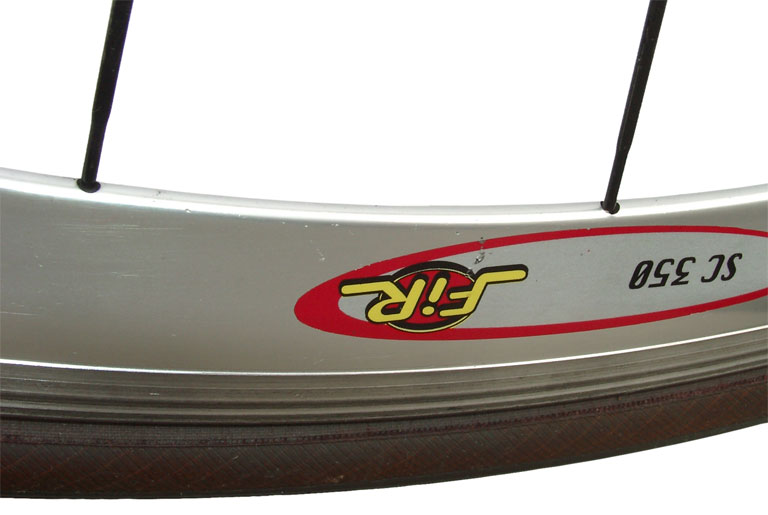
De competición para bicicleta.